# Психея
Психея (в превод от гръцки език – душа) e литературен персонаж, свързан с гръко-римската митология. Историята й е включена, под формата на приказка, в произведението "Метаморфози или Златното магаре" на древноримският писател Апулей и е възможно, както да е почерпана от фолклора, така и да е измислена лично от него, като алегория на душевните радости и страдания в любовта, на чийто бог Психея става жена.
Основният мотив в книгата са приключенията на млад пътешественик на име Луций, който се залюбва с прислужница, която се оказва ученичка на магьосница. За да го скрие от господарката си и да се люби с него отново по-късно, тя го превръща в магаре, но след това то е откраднато от разбойници, които го откарват в леговището си. Разбойниците са отвлекли и една девойка, която искат да продадат, като робиня. Магарето (т.е. омагьосаният Луций) изслушва покрай нея поучителна история, която възрастна жена й разказва, за да намали отчаянието й, пред прага на неизвестността. Според нея, някога живяла поразителна красавица, принцеса на име Психея, толкова хубава, че затъмнила славата на Афродита (Венера) и хората започнали да я почитат, като божество, но никой никога не я поискал от родителите й за съпруга, докато в нея не се влюбил самият бог Ерос.
В края на разказа, те заживяват щастливо на Олимп, след като момичето получава вечна красота и безсмъртие, но междувременно тя е обречена да премине през много изпитания. Причината за влюбването на Ерос в Психея е всъщност опитът на Афродита да накаже съперничката си. Идеята й е той да я накара, с помощта на вълшебните си стрели, да се влюби в най-презряното същество на света, но докато се кани да го стори, той сам се убожда с една от тях. Междувременно родителите й, които не са доволни от това, че стои неомъжена, се обръщат към Делфийския оракул с въпрос, докога ще продължи това. Отговорът е, че Психея ще бъде взета за жена от ужасно чудовище, затова трябва да я заведат в планината и да я изоставят там. Тя научава за това едва след време от двете си завистливи, макар и омъжени преди нея сестри, които й идват на гости и подмолно я вкарват в премеждия, но отначало не знае за предсказанието и е удивена да бъде подета от вятъра (Зефир) и да бъде отнесена в дворец насред чудна долина. Заживява в него, а нощем, в пълна тъмнина при нея идва Ерос и редовно се отдават на любовни ласки и приятни разговори. Тя е щастлива, но все пак скърби за семейството си, а и то - за нея, затова веднъж Зефир докарва в новия й дом и другите 2 жени. Те я подучват да не се примирява с това, че не може да види любимия си, още повече че - както й съобщават - това явно е зловещото същество, за което е предречено, че ще се ожени. Съветът им е да освети през нощта лицето му с маслена лампа и да го разгледа, докато той спи. Тя ги послушва, но богът се събужда, опарен от капнало върху него масло и незабавно я напуска, а тя едва не загива падайки отвисоко, докато се опитва да го задържи, но той я спасява и после изчезва.
Известно време девойката скита насам-натам в отчаяние и дори се опитва безуспешно да се самоубие. После е осведомена от Пан, бог на природата, каква е истината. Тръгва да търси Ерос (обаче срещнатите от нея богини Хера и Деметра отказват да й помогнат), той пък в това време се оплаква от сполетелите го беди на майка си Афродита. Богинята на своя ред обявява награда за намирането й. Освен това затваря в двореца си ранения от изгарянето Ерос, така че да не може да й се притече на помощ. Отчаяна и разкаяна, Психея и сама успява да се доближи до обиталището й, но там е окончателно замъкната от един от слугите на Венера, а после - изтезавана от други двама от тях. След като богинята се насища на този тормоз над девойката, решава да й обещае съдействието си, но срещу изпълнение на разнообразни поначало неизпълними задачи. С помощта на съчувстващи й животни и растения и на някои от боговете, Психея успява да изпълни всичките й желания, освен последното при което се проваля, заради любопитство си, отваряйки съд (може би - кутия), която трябва да й донесе. Там е скрита частица от красотата на подземната богиня Персефона и щом влиза в досег с нея Психея изпада трайно в пълно безсъзнание. Обаче Ерос, който вече е оздравял и успява да се измъкне от плена на Афродита, най-после намира любимата си. Съживява я и я отвежда при Зевс, който им обещава закрила. В присъствието на всички божества, те най-накрая се женят - вече като 2 божества, защото Психея става такова след като е почерпена с амброзия. Порастват й пеперудени крила, с които може да лети, в компанията на мъжа си, а скоро и забременява от него и ражда дъщеря, наречена Хедоне (Удоволствие).